# Lista systemów zarządzania treścią
Oto lista ważniejszych systemów zarządzania treścią.
Do listy można dodawać systemy, które:
- posiadają wersję stabilną lub wersję beta, używaną produkcyjnie,
- informacje o nich można znaleźć na stronie oficjalnej takiego systemu.

## Oprogramowanie darmowe iopen source
| Nazwa                                        | Platforma                              | Obsługiwane bazy danych                                                                    | Ostatnia stabilna wersja                                  |
| -------------------------------------------- | -------------------------------------- | ------------------------------------------------------------------------------------------ | --------------------------------------------------------- |
| +CMS Content Management Framework (plus CMS) | PHP                                    | MySQL 5.0                                                                                  | 2.1.4                                                     |
| ACMS (wcześniej GWPE CMS)                    | PHP 5.0                                | MySQL 5.0 lub PostgreSQL                                                                   | 5.12                                                      |
| Ägir (wcześniej Aegir CMS)                   | Midgard dodatek                        |                                                                                            | 1.0.3                                                     |
| Alfresco                                     | Java                                   | MySQL, Oracle, Microsoft SQL Server, PostgreSQL                                            | 6.0 (październik 2018)                                    |
| Apache Lenya                                 | Java, XML, zbudowany na Apache Cocoon  |                                                                                            | 1.2.4                                                     |
| Ariadne                                      |                                        | Oracle, PostgreSQL                                                                         |                                                           |
| b2evolution                                  | PHP                                    | MySQL                                                                                      | 5.2.2                                                     |
| Batflat                                      | PHP 5/7                                | SQLite                                                                                     | 1.3                                                       |
| BBlog                                        | PHP + Smarty                           | MySQL                                                                                      | 0.7.6                                                     |
| bitweaver                                    | PHP + Smarty                           | MySQL                                                                                      | 2.5                                                       |
| Blockstar                                    | Java                                   |                                                                                            |                                                           |
| BLOG:CMS                                     | PHP                                    | MySQL                                                                                      |                                                           |
| blosxom                                      | Perl                                   |                                                                                            | 2.0                                                       |
| Bricolage                                    | Perl na mod perl                       | PostgreSQL                                                                                 |                                                           |
| Caravel CMS                                  | PHP                                    | OpenLDAP i PostgreSQL                                                                      | 3.4                                                       |
| Chlorine Boards                              | PHP                                    | MySQL/Microsoft SQL Server/PostgreSQL/DB2/Microsoft Access                                 | 0.6.2                                                     |
| CivicSpace                                   | PHP                                    | MySQL                                                                                      | 0.8.3                                                     |
| ClanSphere                                   | PHP                                    | MySQL                                                                                      | 2010.0 Final                                              |
| Clear-PHP                                    | PHP                                    | MySQL                                                                                      | Pre-Alpha 3.5                                             |
| CMScout                                      | PHP                                    | MySQL                                                                                      | 1.22                                                      |
| CMS Made Simple                              | PHP                                    | MySQL/PostgreSQL                                                                           | 1.6.7                                                     |
| CMSimple                                     | PHP                                    |                                                                                            |                                                           |
| Community Server                             | ASP.NET                                | Microsoft SQL Server                                                                       | 2.1 SP1 (październik 2006)                                |
| concrete5                                    | PHP                                    | MySQL                                                                                      | 8.1.0 (styczeń 2017)                                      |
| Contao (dawniej TYPOlight)                   | PHP 5                                  | MySQL                                                                                      | 2.9.1 (9 sierpnia 2010)                                   |
| Daisy (CMS)                                  | Java, XML, zbudowany na Apache Cocoon  | MySQL                                                                                      | 2.4.2                                                     |
| DBHcms                                       | PHP                                    | MySQL                                                                                      | 1.0.1                                                     |
| DotNetNuke                                   | VB.NET                                 | Microsoft SQL Server i inne przez rozszerzenia osób trzecich.                              | 3.3.5 (ASP.NET 1.1) i 4.3.7 (ASP.NET 2.0) (grudzień 2006) |
| DragonflyCMS                                 | PHP                                    | MySQL (PostgreSQL nie obsługiwane oficjalnie, lecz istnieją rozwiązania osób trzecich.)    | 9.6.1                                                     |
| Drupal                                       | PHP 4/5                                | MySQL lub PostgreSQL                                                                       | 8.62 (17 października 2018)                               |
| e2 CMS                                       | PHP                                    | MySQL lub PostgreSQL                                                                       | 0.5.10                                                    |
| e107                                         | PHP                                    | MySQL                                                                                      | 2.1.9 (22 sierpnia 2018)                                  |
| eGroupWare                                   | PHP                                    | ADOdb                                                                                      | 1.4                                                       |
| Elgg                                         | PHP                                    | MySQL 5                                                                                    | 1.5                                                       |
| Epiware                                      | PHP                                    | MySQL                                                                                      | 4.5                                                       |
| ExpressionEngine                             | PHP                                    | MySQL                                                                                      | 1.5.2                                                     |
| eXo ECM                                      | Java                                   | MySQL, HSQL, DB2, Derby, MSQServer, Oracle...                                              | 1.2                                                       |
| Extreme Fusion                               | PHP                                    | MySQL                                                                                      | 4.13                                                      |
| eZ publish                                   | PHP                                    | MySQL lub PostgreSQL lub Oracle                                                            | 3.6.8 (for php < 4.4) 3.7.6/3.8.0 (for php >= 4.4.0)      |
| Fedora                                       | Java                                   | MySQL lub Oracle                                                                           |                                                           |
| F3Site                                       | PHP 5.2 + PDO library                  | MySQL, SQLite 3                                                                            | 2010 (24 marca 2010)                                      |
| Geeklog                                      | PHP                                    | MySQL, Microsoft SQL Server                                                                | 1.4.0                                                     |
| GuppY                                        | PHP                                    | Pliki tekstowe                                                                             |                                                           |
| IP.Board                                     | PHP                                    | MySQL/PostgreSQL                                                                           | 4.00                                                      |
| Jahia                                        | Java na Windows NT, Linux, lub Solaris | HyperSonic SQL, MySQL, PostgreSQL, Oracle, Microsoft SQL Server                            | 5.0                                                       |
| Jaws project                                 | PHP na Linux                           | MySQL                                                                                      | 0.8.9                                                     |
| jAPS - java Agile Portal System              | Java, XML na Windows lub Linux         | HyperSonic SQL, PostgreSQL                                                                 |                                                           |
| Joomla!                                      | PHP 5                                  | MySQL                                                                                      | 3.8.6                                                     |
| LekkiCMS                                     | PHP 5                                  | JuneTxtDb                                                                                  | 2.0.4                                                     |
| Lyceum                                       | PHP                                    | MySQL                                                                                      |                                                           |
| Magnolia                                     | Java                                   | Content repository API for Java                                                            | 6.2.6                                                     |
| Mambo                                        | PHP                                    | MySQL                                                                                      | 4.6.5                                                     |
| MediaWiki                                    | PHP                                    | MySQL, PostgreSQL                                                                          | 1.16.5                                                    |
| Mercatum CMS Free                            | ASP.NET MVC                            | Microsoft SQL Server, Microsoft SQL Server CE, mySQL, PostgreSQL, SQLite, Firebird, Oracle | 5.0                                                       |
| MemHT Portal(EN) / MemHT PolishPack (PL)     | PHP                                    | MySQL                                                                                      | 4.0.0                                                     |
| Midgard CMS                                  | PHP (Midgard framework)                | MySQL                                                                                      |                                                           |
| Mkportal                                     | PHP                                    | MySQL                                                                                      | 1.1                                                       |
| MMBase                                       | Java                                   |                                                                                            |                                                           |
| mojoPortal                                   | ASP.NET                                | Microsoft SQL Server, MySQL, PostgreSQL, SQLite, Firebird                                  | 2.2.7.7                                                   |
| MODx Content Management System               | PHP 4/5                                | MySQL 3/4/5                                                                                |                                                           |
| MoziloCMS                                    | PHP 4/5                                | Pliki tekstowe                                                                             | 1.11.2                                                    |
| Mura CMS (poprzednio Sava CMS)               | Coldfusion MX7, Railo                  | Microsoft SQL Server, Oracle, MySQL, H2                                                    |                                                           |
| MyFusion                                     | PHP                                    | MySQL                                                                                      | 0.3 build 35                                              |
| MySource Matrix                              | PHP                                    | PostgreSQL MySQL Oracle                                                                    | 3.20.2                                                    |
| N2                                           | ASP.NET MVC / WebForms                 | MySQL MS SQL                                                                               | 2.1.1                                                     |
| NitroTech                                    | PHP                                    | MySQL                                                                                      | 0.0.1                                                     |
| Nucleus CMS                                  | PHP                                    | MySQL                                                                                      | 3.23                                                      |
| Nuke-Evolution                               | PHP                                    | MySQL                                                                                      | 1.0.1                                                     |
| Nuxeo EP                                     | Java                                   | MySQL, Oracle, Microsoft SQL Server, PostgreSQL                                            | 5.1                                                       |
| Nuxeo CPS                                    | Zope product                           | ZODB                                                                                       | 3.4.3                                                     |
| OpenACS                                      | Tcl AOLserver                          | PostgreSQL/Oracle                                                                          | 5.1.5                                                     |
| OpenCms                                      | Java                                   | DB2, MySQL, Oracle, PostgreSQL                                                             | 7.0.3                                                     |
| OpenPHPNuke                                  | PHP                                    | MySQL, PostgreSQL, SQLite                                                                  | 2.3.6                                                     |
| Orchard Project                              | ASP.NET MVC, Windows Azure             | Microsoft SQL Server                                                                       | 1.1                                                       |
| PixieWymiataPack                             | PHP, AJAX                              | MySQL                                                                                      | 1.0                                                       |
| PHP-Fusion                                   | PHP                                    | MySQL                                                                                      | PHP-Fusion v7.02.07 Core PL (18 czerwca 2013)             |
| phpns                                        | PHP                                    | MySQL                                                                                      | 1.0 Beta                                                  |
| PHP-Nuke                                     | PHP                                    | MySQL                                                                                      | 8.0                                                       |
| phpWCMS                                      | PHP                                    | MySQL                                                                                      | 1.2.6                                                     |
| phpWebSite                                   | PHP                                    | MySQL, PostgreSQL                                                                          | 1.1.0                                                     |
| phpSlash                                     | PHP                                    |                                                                                            |                                                           |
| phpCMS                                       | PHP                                    | Pliki tekstowe                                                                             | 1.2.1pl2                                                  |
| PhpWiki                                      | PHP                                    | Pliki tekstowe, MySQL, PostgreSQL, i większość innych RBD                                  |                                                           |
| Pico                                         | PHP                                    | Pliki tekstowe                                                                             | 2.0.4 (17 grudnia 2018, informacja na 5 stycznia 2019)    |
| Pivot                                        | PHP                                    | Pliki tekstowe                                                                             | 1.30                                                      |
| Plone                                        | Zope, Python                           | ZODB, MySQL & PostgreSQL via Zope                                                          | 3.0.3                                                     |
| PmWiki                                       | PHP                                    | Pliki tekstowe                                                                             |                                                           |
| PostNuke                                     | PHP                                    | MySQL w wersji stabilnej, ADOdb planowane w wersji rozwojowej                              | .764                                                      |
| PuzzleApps                                   | PHP, XML, XSLT                         | MySQL, PostgreSQL, SQLite, Microsoft SQL Server                                            | 2.2                                                       |
| Radiant CMS                                  | Ruby on Rails                          | MySQL, PostgreSQL, SQLite                                                                  | 0.8.1                                                     |
| RiseNet CMS                                  | PHP                                    | MySQL                                                                                      | 0.10                                                      |
| Scoop                                        | Perl na mod perl                       | MySQL                                                                                      | 1.1.8                                                     |
| SilverStripe                                 | PHP 5                                  | MySQL (PostgreSQL i Microsoft SQL Server w dodatkowych modułach)                           | 2.3.1                                                     |
| Slash                                        | Perl na mod perl                       | MySQL                                                                                      | 1.0                                                       |
| SpotlightPHP                                 | PHP                                    | Pliki tekstowe                                                                             | 1.0                                                       |
| Textpattern                                  | PHP                                    | MySQL                                                                                      | 4.0.3                                                     |
| TikiWiki                                     | PHP                                    | ADOdb                                                                                      |                                                           |
| ThePortal2                                   | PHP                                    | MySQL                                                                                      | 1.0                                                       |
| ThePortal 2                                  | PHP                                    | MySQL 5.0                                                                                  | 2.0.1                                                     |
| TWiki                                        | Perl                                   | Każda baza kompatybilna z Perl DBI (poprzez TWiki's DBIQueryPlugin)                        | 4.0.4                                                     |
| Typo                                         | Ruby on Rails                          | MySQL, PostgreSQL, SQLite                                                                  |                                                           |
| TYPO3                                        | PHP 7.2                                | MySQL, PostgreSQL, Oracle, testowo także Microsoft SQL Server, MaxDB, Sybase, XMLdb i inne | 9.1.0                                                     |
| UNITED-NUKE                                  | PHP                                    | MySQL, DB2, PostgreSQL, Microsoft SQL Server, SQLite                                       | 4.2.07ms2                                                 |
| Universe CMS                                 | PHP                                    | MySQL                                                                                      | 1.1.0                                                     |
| Umbraco                                      | ASP.NET                                | SQLite                                                                                     | 15.2.2                                                    |
| WebGUI                                       | Perl na mod perl                       | MySQL                                                                                      |                                                           |
| webSPELL                                     | PHP                                    | MySQL                                                                                      | 4.2.2a                                                    |
| WebWave                                      | Groovy + Grails                        | PostgreSQL                                                                                 | 1.3.3                                                     |
| WikyBlog                                     | PHP                                    | MySQL                                                                                      | 1.3.4                                                     |
| Windu                                        | PHP                                    | MySQL, SQLite                                                                              | 2.3                                                       |
| WordPress                                    | PHP                                    | MySQL                                                                                      | 6.5.2                                                     |
| Quick.Cms                                    | PHP 4/5 z XHTML wyjściem               | Pliki tekstowe                                                                             | 1.1                                                       |
| Xaraya                                       | PHP 4/5 z XHTML/XML/XSLT wyjściem      | MySQL, PostgreSQL, SQLite używając ADOdb i Microsoft SQL Server z Creole                   | 1.1.3                                                     |
| XOOPS                                        | PHP                                    | MySQL                                                                                      | 2.4.4                                                     |
| materCMS                                     | PHP                                    | MySQL                                                                                      | 2.0                                                       |
| Zentri                                       | PHP                                    | MySQL, PostgreSQL, Oracle, Microsoft SQL Server                                            | 2.1.0                                                     |

## Komercyjne, poniżej 5000 $
| Nazwa                     | Platforma                                                   | Obsługiwane bazy danych                                                                    | Ostatnia stabilna wersja | Cena                                                                                                  | Demo             |
| ------------------------- | ----------------------------------------------------------- | ------------------------------------------------------------------------------------------ | ------------------------ | --- | ---------------- |
| ABC CMS                   | PHP                                                         | MySQL                                                                                      | 1.0                      | od 5 zł za miesiąc                                                                                    | Tak, na żądanie  |
| abeon                     | PHP                                                         | MySQL                                                                                      | 3.0                      | Cena uzależniona od wybranych modułów                                                                 | Tak, na żądanie  |
| Accrisoft Freedom         | PHP                                                         | MySQL                                                                                      | 5.7                      | 50 $ / miesiąc                                                                                        | Tak              |
| Actualizer CMS            | PHP                                                         | MySQL                                                                                      | 10.08                    | 400 $ – Lite, 1500 $ – Max                                                                            | Tak              |
| Article Manager           | Perl                                                        | MySQL                                                                                      | 2.0                      | 299 $                                                                                                 | Tak              |
| B2CMS                     | PHP                                                         | MySQL                                                                                      | 1.0                      | Cena uzależniona od wybranych modułów i liczby użytkowników                                           | Tak, na żądanie  |
| BlueHighway CMS           | PHP 5                                                       | MySQL 5                                                                                    | 2.2                      | Cena uzależniona od wybranych modułów, minimum 1500 $                                                 | Tak, na żądanie  |
| CMS Edit                  | PHP                                                         | MySQL                                                                                      | 3.6                      | CMS Edit Plus: cena za licencje od 399 zł, lub opłata roczna od 199 zł.                               | Tak, na żądanie  |
| CMS eXalto                | PHP 4 i wyższe                                              | MySQL 4 i wyższe                                                                           | 2.0                      | >750 $                                                                                                | Tak, na żądanie  |
| CMS HYDRAportal 2         | PHP 4 lub 5                                                 | MySQL 4 lub 5                                                                              | 2.7                      | | Tak              |
| CMS Pivot LMs             | PHP 5, Flash 8, AJAX                                        | MySQL 5                                                                                    | 3.1                      | 2200,00 PLN (netto) (jednorazowo) lub pakiety licencyjne VAT7%!                                       | Tak, na żądanie  |
| CMS Starla Admin          | PHP 5, XML, XSLT, AJAX, JSON, Zend Framework, ExtJs, Propel | PostgreSQL, MySQL, (PHP PDO, Propel)                                                       | 3.1                      | od ok. 1000 $, uzależniona od wersji i wymagań                                                        | Tak – na żądanie |
| Conquest (CMS)            | ASP.NET                                                     | Microsoft SQL Server 2000                                                                  | 1.7                      | 4500 $                                                                                                | Tak              |
| Contentia CMS             | PHP                                                         | MySQL                                                                                      | 5.1                      | Uzależniona od wymagań                                                                                | Tak, na żądanie  |
| DocuShare Express (Xerox) | Java/J2EE                                                   | Microsoft SQL Server 2005 Express Edition                                                  | 6                        | | Tak              |
| DocuShare (Xerox)         | Java/J2EE                                                   | MSDE, Microsoft SQL Server 2000 SP4 lub 2005 SP5, PostgreSQL, Oracle, DB2                  | 6                        | Podstawowa konfiguracja. Cena uzależniona od ilości użytkowników.                                     | Tak              |
| dP Internet Mentat CMS    | PHP                                                         | MySQL                                                                                      | 3.0                      | od 459 zł netto                                                                                       | Tak – na żądanie |
| DVI Studio Olawski        | PHP                                                         | MySQL                                                                                      | 2.0                      | Cena zależna od wybranych modułów                                                                     | Tak – na żądanie |
| Edito CMS                 | PHP                                                         | MySQL / PostgreSQL                                                                         | 3.9.2                    | | Tak, na żądanie  |
| editWEB CMS               | PHP                                                         | MySQL                                                                                      | 1,0                      | | Tak, na żądanie  |
| eDIY Software             | ASP.NET                                                     | Microsoft SQL Server                                                                       | 3.9                      | 199 $                                                                                                 | Do pobrania      |
| eLineo                    | PHP YII Framework                                           | MySQL                                                                                      | 1.4                      | od 500 $ /rok                                                                                         | Tak              |
| Ekklesia 360              | PHP                                                         | MySQL                                                                                      | 1.43                     | 1000 $                                                                                                | Tak, na żądanie  |
| Energy CMS                | PHP, XML, SOAP, AJAX                                        | MySQL                                                                                      | 1,0                      | 2102 $ 1 licencja + szkolenie gratis                                                                  | Tak, na żądanie  |
| Enforce CMS               | PHP, XML, SOAP, AJAX                                        | PostgreSQL                                                                                 | 2,0                      | | Tak, na żądanie  |
| Epinoo Aktualizatore      | PHP 5 i wyższe                                              | MySQL 4 i wyższe                                                                           | 07.2008                  | od 600 $, uzależniona od wersji i wymagań                                                             | Tak, na żądanie  |
| eRedaktør                 | ASP.NET                                                     | Microsoft SQL Server 2000                                                                  | 1.7                      | 1600 $                                                                                                | Nie              |
| ewosoftCMS.net            | ASP.NET 3.5                                                 | Microsoft SQL2005                                                                          | 3.0                      | Uzależniona od wymagań                                                                                | Tak, na żądanie  |
| exaCMS                    | PHP 5                                                       | MySQL                                                                                      | v2.5                     | Uzależniona od wymagań                                                                                | Tak              |
| Fit CMS                   | PHP                                                         | MySQL                                                                                      | 3.0                      | Ustalana indywidualnie                                                                                | Tak, na żądanie  |
| Geopard CMS               | PHP 5                                                       | MySQL                                                                                      | 2.0                      | 10 $ / miesiąc                                                                                        | Tak              |
| GutiCMS                   | PHP 4,5                                                     | pliki                                                                                      | 2.0                      | 1000 zł / Uzależniona od wymagań                                                                      | Tak, na żądanie  |
| Helixo CMS                | PHP 5.2 lub nowsza                                          | MySQL                                                                                      | 1.18                     | Uzależniona od wymagań                                                                                | Tak, na żądanie  |
| HONKI Page Editor         | PHP 5, XML, XSLT                                            | MySQL, SQLite, Microsoft SQL Server, Oracle, PostgreSQL, Firebird                          | 3.1                      | Uzależniona od wymagań                                                                                | Tak              |
| ICEberg CMS 5             | PHP 8 i wyższe                                              | MySQL 4 i wyższe                                                                           | 5.1.53                   | od ok. 1000 $, uzależniona od wersji i wymagań                                                        | Tak, na żądanie  |
| Idea4CMS                  | PHP                                                         | MySQL                                                                                      | 1.0                      | cena za licencję (zależy od wersji) od 3000 zł lub opłata roczna od 1000 zł, opłata miesięczna 200 zł | Tak, na żądanie  |
| Idium Portal              | Java                                                        | Microsoft SQL Server                                                                       |                          | Od 700 $                                                                                              | Tak, na żądanie  |
| IM CMS                    | PHP                                                         | MySQL                                                                                      | 1.0                      | 1500 / 1 licencja                                                                                     | Tak, na żądanie  |
| INTAK ECMS                | PHP                                                         | MySQL                                                                                      | 2.1.1                    | | Tak, na żądanie  |
| Jaaz CMS                  | Ruby on Rails                                               | PostgreSQL                                                                                 |                          | Od 2200 PLN (netto) + szkolenie gratis                                                                | Tak, na żądanie  |
| JW CMS                    | PHP 4 lub 5                                                 | MySQL 4 lub 5                                                                              | 3.0                      | >200 $                                                                                                | Tak              |
| Kentico CMS               | ASP.NET                                                     | Microsoft SQL Server                                                                       | 6.0                      | od 0 $                                                                                                | Tak              |
| kuczok.qcms               | PHP                                                         | MySQL                                                                                      |                          | ~40 $ za wersję podstawową                                                                            | Tak              |
| Lisk CMS                  | PHP                                                         | MySQL v.3.23+ lub Microsoft SQL Server 6.5/7.0/2000 lub Oracle 8i/9i/10g                   | 4.3                      | 500 $                                                                                                 | Tak              |
| Lavina CMS                | Ruby on Rails                                               | MySQL / PostgreSQL                                                                         | v4.0                     | Uzależniona od wymagań                                                                                | Tak – na żądanie |
| LubaMenager               | PHP 4 i wyższe                                              | MySQL 5 i wyższe                                                                           | 2.0                      | >500 $                                                                                                | Nie              |
| Mercatum CMS              | ASP.NET MVC                                                 | Microsoft SQL Server, Microsoft SQL Server CE, mySQL, PostgreSQL, SQLite, Firebird, Oracle | 5.0                      | 615 zł                                                                                                | Tak              |
| Muso CMS                  | PHP                                                         | MySQL                                                                                      | 4.64                     | Uzależniona od wymagań                                                                                | Tak – na żądanie |
| myAdmin CMS               | PHP                                                         | MySQL                                                                                      | v1.23                    | Uzależniona od wymagań                                                                                | Tak – na żądanie |
| NetCMS                    | PHP 5.2                                                     | MySQL                                                                                      | 3.0                      | Cena uzależniona od wymagań                                                                           | Demo             |
| OAK CMS                   | PHP                                                         | MySQL                                                                                      | 3.5                      | 75 PLN /rok                                                                                           | Tak              |
| OPTicms                   | PHP 5 i wyższe                                              | MySQL 5 i wyższe                                                                           | 3.9                      | | Tak – na żądanie |
| PAGE CMS                  | PHP 5 i wyższe                                              | MySQL 5 i wyższe                                                                           | 2.1                      | od ok. 1900 $, uzależniona od wersji i wymagań                                                        | Tak, na żądanie  |
| Peo CMS                   | PHP 5 i wyższe                                              | MySQL 5 i wyższe                                                                           | 0.9.8                    | od 797 PLN (netto)                                                                                    | Tak, na żądanie  |
| plus CMS (+CMS)           | PHP                                                         | MySQL                                                                                      | 2.0.0                    | | Tak              |
| Quantum Content Managment | PHP5, XML, XSLT, XPath, AJAX, Platforma Quantum             | MySQL, Oracle, PostgreSQL, Microsoft SQL Server, DB2                                       | 2.0                      | Uzależniona od wymagań                                                                                | Tak, na żądanie  |
| RODcms                    | PHP                                                         | MySQL                                                                                      | 2.2                      | Cena uzależniona od wybranych modułów. Podstawowa wersja od 500,00zł netto.                           | Tak, na żądanie  |
| Site Sapiens              | XML, XML Sapiens, PHP/AOP, SOA/SOAP, RIA/AJAX               | MySQL, Oracle, MS-SQL, FireBird                                                            | 3.0.129                  | | Tak              |
| SparkCMS                  | PHP 5 i wyższe                                              | MySQL 5 i wyższe                                                                           | 1.1                      | Cena ok. 950 PLN, uzależniona od wersji i wymagań                                                     | Tak, na żądanie  |
| SELPOINT CMS              | PHP 5.0                                                     | MySQL                                                                                      | 2.0                      | Cena uzależniona od wybranych modułów lub poziomu trudności modułów na zamówienie                     | Tak, na żądanie  |
| teenyCMS                  | PHP 5+                                                      | MySQL                                                                                      | 1.5                      | Cena za licencję 99pln                                                                                | Tak, na żądanie  |
| The Portal 2              | PHP                                                         | MySQL                                                                                      | v1.0                     | Uzależniona od wymagań                                                                                | Tak.             |
| TorCMS.com                | PHP 5 i wyższe                                              | MySQL 5 i wyższe                                                                           | v1.0                     | od 200 $                                                                                              | Tak              |
| WIACMS                    | PHP                                                         | MySQL                                                                                      | 4.1                      | od ok. 250 zł, uzależniona od wersji i wymagań                                                        | Tak, na żądanie  |
| VelaCMS                   | PHP 5.2                                                     | MySQL                                                                                      | v1.5 build 311           | Uzależniona od wymagań                                                                                | Tak – na żądanie |
| VelaCMS 2.0               | PHP 5.3 i wyższe                                            | MySQL                                                                                      | v1.0                     | Uzależniona od wymagań                                                                                | Tak – na żądanie |
| vCMS                      | PHP 5                                                       | MySQL                                                                                      | v1.0 build 101           | ~1500 $                                                                                               | Tak – na żądanie |
| vOMS                      | PHP5, AJAX, PaX                                             | MySQL                                                                                      | v1.0 build 15            | ~2000 $                                                                                               | Tak – na żądanie |
| WEGO CMS                  | PHP 5.2                                                     | MySQL                                                                                      | 1.4                      | Dostępne są 4 wersje: Firma – 599 PLN, Firma+ – 799 PLN, Sklep – 999 PLN, Sklep+ – 1399 PLN           | Tak              |
| x-CMS                     | PHP                                                         | MySQL                                                                                      | 1.1                      | ~17 $ / miesiąc                                                                                       | Tak              |
| RevCMS                    | PHP, XML, SOAP, AJAX                                        | MySQL, PostgreSQL, Microsoft SQL Server, DB2                                               | 1.1                      | Uzależniona od wymagań                                                                                | Tak, na żądanie  |
| Sienn                     | ASP.NET, AJAX, VB.NET, XML                                  | MSSQL                                                                                      |                          | Cena za licencje zależna od modułów. Dostępne moduły wymiany danych m.in. z SAP, CDN.                 | Tak, na żądanie  |
| SD.Business CMS           | PHP, XML, AJAX                                              | MySQL                                                                                      | 1.0.1                    | Uzależniona od wymagań                                                                                | Tak, na żądanie  |
| Webiny                    | PHP                                                         | MySQL                                                                                      | 2.0b                     | 25–500 $                                                                                              | Tak              |

## Komercyjne (5000-15 000 $)
| Nazwa                       | Platforma                                                                                              | Obsługiwane bazy danych | Ostatnia stabilna wersja | Cena w USD/PLN                                                              | Demo                         |
| --------------------------- | --- | --- | ------------------------ | --------------------------------------------------------------------------- | ---------------------------- |
| INQUISE                     | JEE5                                                                                                   | DB2, Oracle 10g/11g, Microsoft SQL Server 2000/2005/2008, PostgreSQL 8.xx, MySQL 5.xx |                          |                                                                             | Tak                          |
| CMS Pivot V3 Dedykowany     | PHP 5, Flash 8, AJAX                                                                                   | MySQL 5 | 3.0                      | Pakiety licencyjne VAT7% ustalane indywidualnie.                            | Nie – produkt na zamówienie. |
| Epinoo Aktualizator Portal  | PHP 5 i wyższe                                                                                         | MySQL 5 i wyższe | 07.2008                  | od 5200 $, uzależniona od wersji i wymagań                                  | Tak, na żądanie              |
| PAGE CMS                    | PHP 5 i wyższe                                                                                         | MySQL 5 i wyższe | 2.1                      | od ok. 8300 $, uzależniona od wersji i wymagań                              | Tak, na żądanie              |
| Colony                      | XML, XSLT, ASP                                                                                         | SQL2K | 3.0                      |                                                                             |                              |
| Content Manager             | PHP | PostgreSQL 8.x, MySQL 4.x, FreeTDS, FreeTDS/Microsoft SQL Server/Sybase, Firebird/Interbase 6, IBM Informix Dynamic Server, Oracle Call Interface, ODBC v3 (DB2, unixODBC, win32 ODBC), SQLite 3 and SQLite 2 | 3.0                      |                                                                             | Tak, na żądanie              |
| DocuShare (Xerox)           | Java/J2EE                                                                                              | MSDE, Microsoft SQL Server 2000 SP4 lub 2005 SP5, PostgreSQL, Oracle, DB2 | 6                        | Cena uzależniona od ilości użytkowników.                                    | Tak                          |
| DocuShare CPX (Xerox)       | Java/J2EE                                                                                              | MSDE, Microsoft SQL Server 2000 SP4 lub 2005 SP5, PostgreSQL, Oracle, DB2 | 6                        | Podstawowa konfiguracja. Cena uzależniona od ilości użytkowników.           | Tak                          |
| FileNet                     | | DB2, Microsoft SQL Server, Oracle |                          |                                                                             |                              |
| G3 cms                      | Coldfusion                                                                                             | SQL2K | 1.5                      |                                                                             |                              |
| Jalios JCMS Starter Edition | Java                                                                                                   | | 5.6                      |                                                                             |                              |
| Magnolia                    | Java, JSP, AJAX, JCR, JSR-170, JSR-168, JSON, OpenWFE, Freemarker, JSF, Velocity, JAAS, SSO, LDAP, ADS | |                          |                                                                             | Tak                          |
| Monk CMS                    | ASP- Web-based content management system                                                               | Php i MySQL |                          |                                                                             |                              |
| Numotion Nucontroller CMS   | ASP.NET                                                                                                | MySQL, Oracle, Microsoft SQL Server | 2006                     |                                                                             |                              |
| ocPortal                    | PHP | MySQL |                          |                                                                             |                              |
| Quantum Art                 | ASP, ASP.NET, C#                                                                                       | |                          |                                                                             | Tak – wymagana rejestracja   |
| Simplicis                   | JSP | Any SQL-92 | 3.0.2                    | 5999 $/rok                                                                  | Tak                          |
| Subdreamer                  | PHP | MySQL | v 2.4                    | 49,95 $/99,95 $                                                             | Tak – bez funkcjonalności    |
| Unity Content Manager       | J2EE, XML, XSLT                                                                                        | PostgreSQL, Microsoft SQL Server, Oracle | 2.0                      | zależna od liczby redaktorów, serwerów oraz dodatkowych modułów; od ~4400 $ | Tak – wymagana rejestracja   |
| WebImpetus                  | MacOS i Windows                                                                                        | 4th Dimension |                          |                                                                             |                              |
| WebOS                       | ASP | |                          |                                                                             |                              |
| IntraCMS                    | ASP.NET                                                                                                | Microsoft SQL Server 2000/2005 | 2.0                      | licencja podstawowa 5000 $, +500 $ za każdy dodatkowy serwis                | Tak                          |

## Komercyjne, powyżej 15 000 $
| Nazwa                                                  | Platforma                                                                                       | Obsługiwane bazy danych                                                   | Ostatnia stabilna wersja            | Cena w USD | Demo            |
| ------------------------------------------------------ | ----------------------------------------------------------------------------------------------- | ------------------------------------------------------------------------- | ----------------------------------- | --- | --------------- |
| Activesite z Auriga Logic                              |                                                                                                 |                                                                           |                                     | |                 |
| CoreMedia CMS                                          | Java                                                                                            | Oracle, DB2, Microsoft SQL Server, PostgreSQL                             | CoreMedia CMS 2008                  | |                 |
| Documentum                                             | J2EE                                                                                            | DB2, Microsoft SQL Server, Oracle                                         | 6.0                                 | |                 |
| DocuShare CPX (Xerox)                                  | Java/J2EE                                                                                       | MSDE, Microsoft SQL Server 2000 SP4 lub 2005 SP5, PostgreSQL, Oracle, DB2 | 6                                   | Cena uzależniona od ilości użytkowników.                                                                          | Tak             |
| FatWire                                                | Java                                                                                            | Oracle, Microsoft SQL Server, DB2, Sybase, MySQL                          | Content Server 6.3                  | | Nie             |
| I-ON Content Server4                                   | Java/J2EE                                                                                       | Oracle, MS-SQL                                                            | ICS4                                | |                 |
| FileNet                                                |                                                                                                 |                                                                           |                                     | |                 |
| Jalios JCMS                                            | Java/J2EE                                                                                       |                                                                           | 5.6                                 | |                 |
| Jadu                                                   | PHP                                                                                             | Microsoft SQL Server, MySQL                                               | Jadu Content Management System 2.0x | 2.0x |                 |
| Livelink ECM – DM, KM, CLM, Collaboration & Publishing | Solaris, Linux lub Windows, Java/J2EE                                                           | Oracle lub Microsoft SQL Server                                           | 9.7                                 | cena zależna od liczby użytkowników                                                                               | Tak, na żądanie |
| Livelink ECM – Obtree WCM                              | JavaScript (ECMA Script z Spider Monkey Engine from Mozilla), C++ na Solaris, Linux lub Windows | Oracle Database lub Microsoft SQL Server                                  | 9.7                                 | cena zależna od liczby użytkowników lub procesorów                                                                | Tak, na żądanie |
| Microsoft Office SharePoint Server                     | .NET.                                                                                           | Microsoft SQL Server                                                      | 2010                                | |                 |
| RedDot CMS                                             | dla środowiska redakcyjnego Windows, dla WWW dowolna                                            | standardowo z MSDE, Microsoft SQL Server, Oracle                          | 7.5                                 | Cena zależna od wybranych modułów oraz liczby użytkowników, w Polsce ceny niższe niż w Europie Zachodniej ok. 40% | Tak, na żądanie |
| Rhythmyx                                               | XML, Solaris, Linux, Windows, Java/J2EE                                                         | Oracle lub Microsoft SQL Server                                           | 6.0                                 | | Nie             |
| Socialtext                                             |                                                                                                 | PostgreSQL                                                                | 2.15.0.1                            | | Tak             |
| Stellent                                               | Java, IDocScript, XML                                                                           | Oracle, SQL Server, inne                                                  | 7.5                                 | |                 |
| Traction TeamPage                                      | Java, Linux, Windows, Solaris, Mac OS X                                                         | Built-in                                                                  | 3.7                                 | 5 000 $ i więcej                                                                                                  |                 |
| TERMINALFOUR                                           | Java/J2EE, Linux, Windows, Solaris, Mainstream Java Application Servers                         | Oracle, SQL Server, MySQL, Sybase                                         | Site Manager 5.2                    | |                 |
| VYRE                                                   | J2EE                                                                                            | Wszystkie obsługiwane przez Hibernate                                     | 4.3.1                               | |                 |